# Летни олимпийски игри 1906
Летните олимпийски игри от 1906 се провеждат в Атина, Гърция от 22 април до 2 май 1906 г. Тези игри не се броят за официална олимпиада, понеже са проведени между третата и четвъртата летни олимпиади. МОК нулира игрите през 1906 и не брои медалите като реални.
Провеждането на тази олимпиада е компромис към Гърция, която желае всички олимпиади да се провеждат в тази страна. През 1901 МОК взима решение между официалните олимпиади да се провежда друга алтернативна олимпиада в Гърция. След като гърците през 1910 не успяват да организират следващата олимпиада поради проблемите на Балканите, през 1914 те получават още по-малка подкрепа, освен това избухва първата световна война и МОК нулира игрите през 1906.

## Важни моменти
- В Атина се провеждат само две състезания по скок. И двете са спечелени от американеца Рей Юри, който също така защитава медалите си от предишната олимпиада. През 1908 в Лондон той завоюва същите медали за последен трети път.

- Пол Пигрим печели състезанията на 400 и 800 метра гладко бягане.

- Състезателят в дългия скок – А.Прифтис и състезателят в тройния скок – Ставрос Лелокос поставят най-лошите резултати в тази дисциплина записвани някога.

- Канадецът Били Шеринг живее в Гърция два месеца преди започването на олимпиадата за да свикне с климата. Неочаквано той печели маратона.

- Финландия се явява на олимпиада за пръв път и печели златен медал в хвърлянето на диск.

- Шест хиляди ученици участват на първата проведена церемония по закриване на олимпиада.

## Медали
| Място | Държава        | Злато | Сребро | Бронз | Общо |
| 1     | Франция        | 15    | 9      | 16    | 40   |
| 2     | САЩ            | 12    | 6      | 6     | 24   |
| 3     | Гърция         | 8     | 3      | 12    | 33   |
| 4     | Великобритания | 8     | 11     | 5     | 24   |
| 5     | Италия         | 7     | 6      | 3     | 16   |
| 6     | Швейцария      | 5     | 6      | 4     | 15   |
| 7     | Германия       | 6     | 4      | 5     | 15   |
| 8     | Норвегия       | 4     | 2      | 1     | 7    |
| 9     | Австрия        | 3     | 3      | 3     | 9    |
| 10    | Дания          | 3     | 2      | 1     | 6    |

## Олимпийски спортове
| - Скокове във вода - Плуване - Лека атлетика - Колоездене - Фехтовка - Футбол - Гимнастика |  | - Стрелба - Академично гребане - Тенис - Дърпане на въже - Вдигане на тежести - Борба |